# Station Męcikał
Station Męcikał is een spoorwegstation in de Poolse plaats Męcikał.